# Floresta Tropical Húmida de Atsinanana
A Floresta Tropical Húmida de Atsinanana compreende seis parques nacionais localizados na ilha de Madagáscar. A floresta foi inscrita na Lista de Património Mundial da UNESCO em 2007 tanto pela sua importância para o processo ecológico e biológico como pela sua biodiversidade única. Este conjunto de parques nacionais são essenciais para garantir que se preserve a biodiversidade única de Madagáscar, mostrando também o passado geológico da ilha. Há mais de 60 milhões de anos que Madagáscar se separou do continente africano, tendo a fauna e a flora da ilha evoluido de forma diferente do continente africano, criando uma biodiversidade única. Entre as espécies protegidas do conjunto de parques encontram-se os lémures e outros primatas.

## Galeria

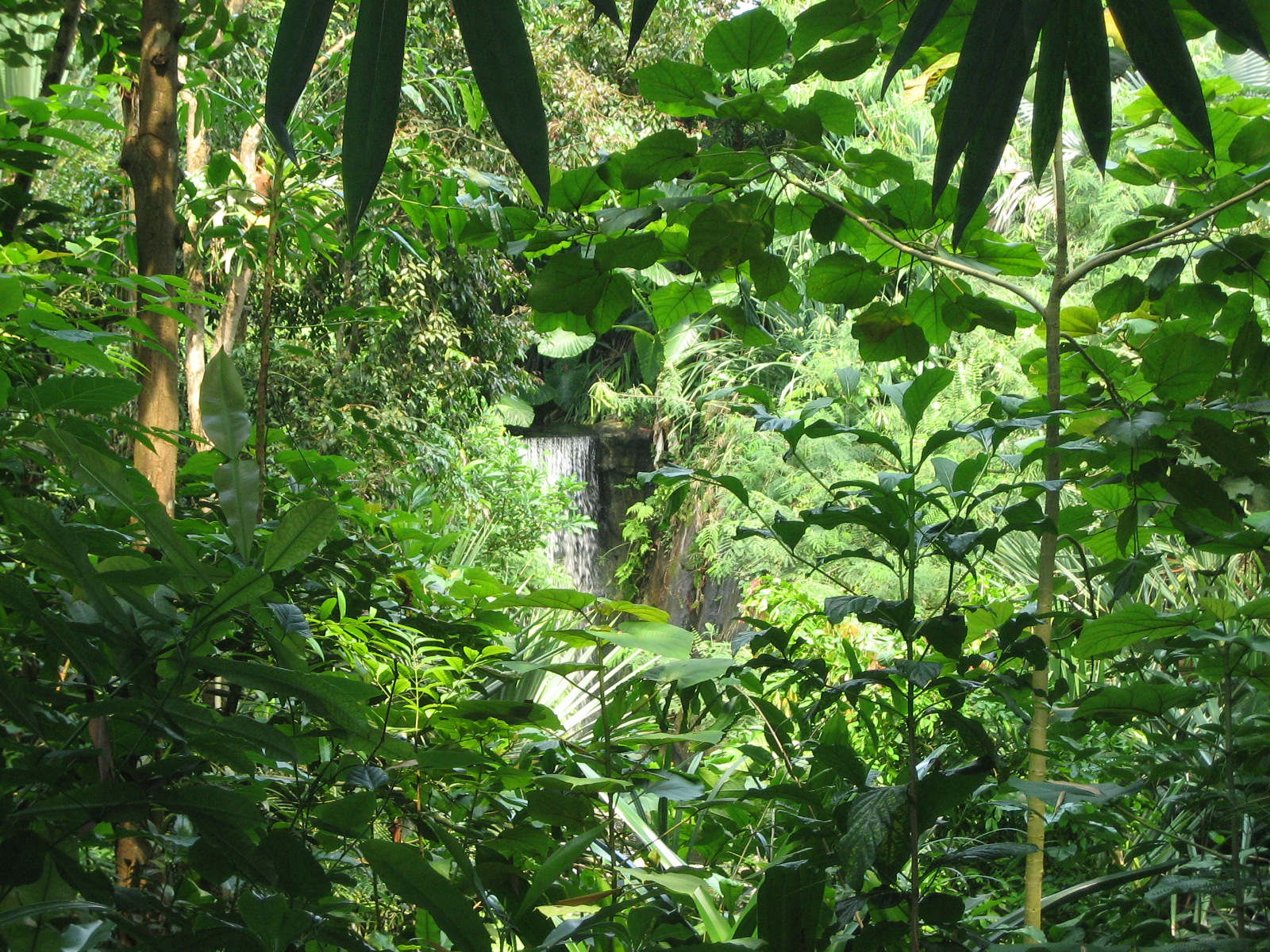

## Sítios
| Sítio                          | Lat./Long.          |
| ------------------------------ | ------------------- |
| Parque Nacional de Marojejy    | S14 27 35 E49 42 9  |
| Parque Nacional de Masoala     | S15 9 57 E50 16 18  |
| Parque Nacional de Zahamena    | S17 37 45 E48 43 30 |
| Parque Nacional de Ranomafana  | S21 5 24 E47 17 60  |
| Parque Nacional de Andringitra | S22 13 22 E46 55 44 |
| Parque Nacional de Andohahela  | S24 45 10 E46 47 9  |